# Vilhelm av Ruysbroek
Vilhelm av Rubrouck (franska: Guillaume de Rubrouck, nederländska: Willem van Rubroeck), född omkring 1220 i Rubrouck i Franska Flandern, död i 1270-talet eller efter 1293, var en flamländsk resenär och franciskanmunk. Han är även känd under hans latinska namnet Willelmus de Rubruquis.

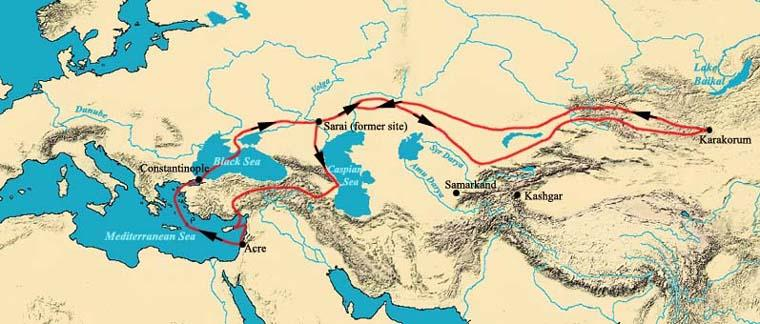
Vilhelm av Ruysbroeks resor 1253-1255.

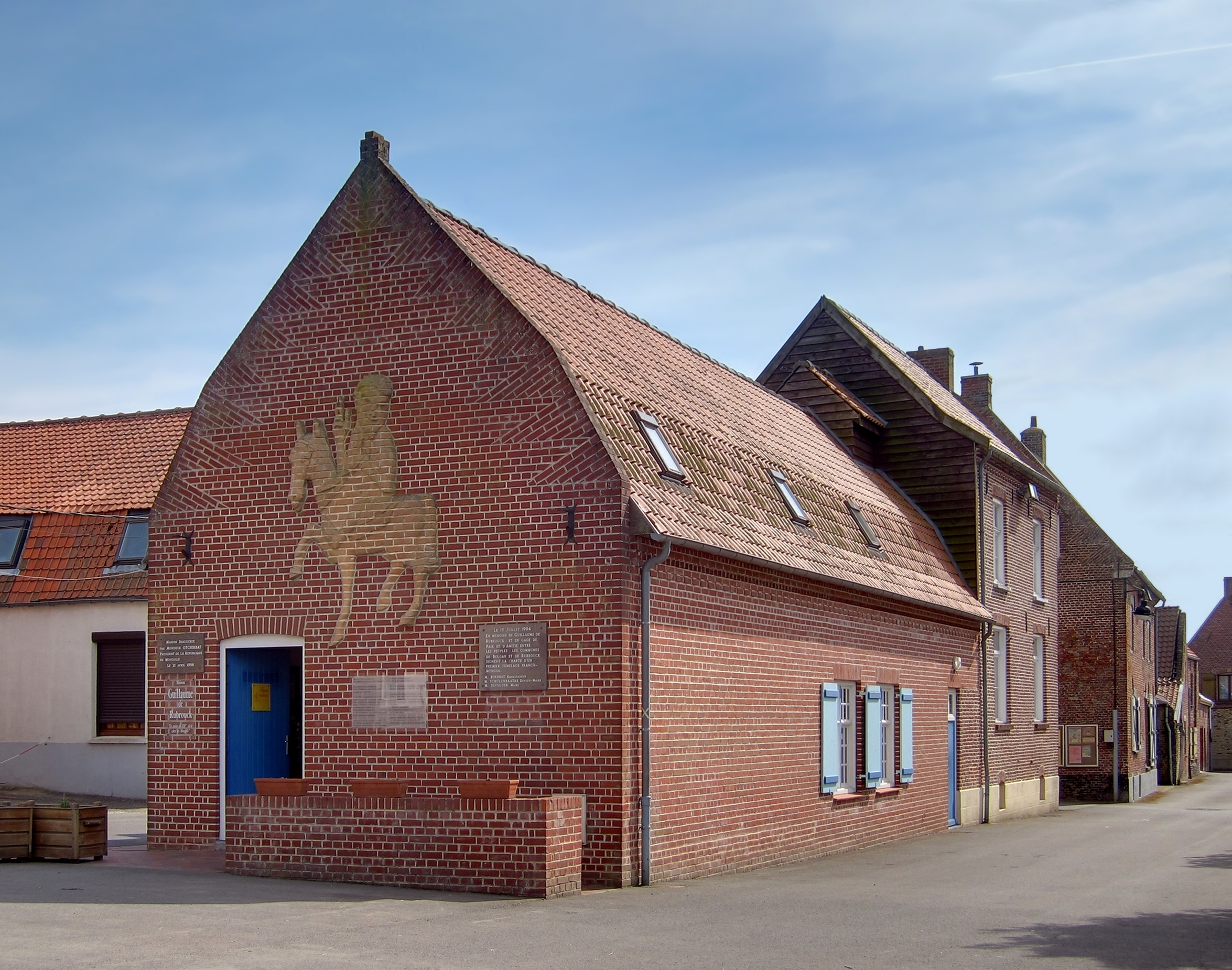
Museet "Maison Guillaume de Rubrouck" i Rubrouck, Frankrike.

Vilhelm av Rubrouck deltog i sjunde korståget 1248, och sändes av den franske kungen Ludvig IX från Syrien med ett par följeslagare som missionärer till tatarkhanen Batus' son Sartach. Man trodde att denne hade blivit kristen. Sällskapet färdades 1253 från Konstantinopel över Svarta havet, genom Krim och södra Ryssland till Batus läger. Därifrån fortsatte man vidare norr om Kaspiska havet och Aralsjön genom Turkestan och Dzungariska porten till storkhanens läger vid Karakorum. Här stannade Vilhelm av Ruysbroek från den 27 december 1253 till den 10 juli 1254. Återvägen gick på ungefär samma sätt till Kaspiska havet, men därefter genom Armenien och Mindre Asien till Cypern. Vilhelm av Ruysbroek anlände till ön den 16 juni 1255.
Vilhelm av Rubrouks latinska resedeskription avfattad i form av brev till kungen är sakrik och tillförlitlig. Den är vid sidan av Marco Polos texter det viktigaste bidraget till medeltidens kunskap om Asien. Den latinska grundtexten publicerades av Richard Hakluyt (1598-1600) och kompletterades av Michel och Wright 1839.